# Natuurreservaat Wanekreek
Natuurreservaat Wanekreek is een beschermd natuurgebied in Suriname. Het is te bezoeken vanuit Alfonsdorp.
Het gebied ligt ten westen van de benedenloop van de Marowijne. Het is een laaglandgebied dat minder dan 50 meter boven de zeespiegel ligt. Het water varieert er van brak tot zoet.
Het gebied is 45.000 ha groot. Het is een hoogveen-gebied, waar ook moeren zijn met een drijvende veenlaag die gedomineerd worden door de cypergras-soort Lagenocarpus guianensis. Daarnaast is er gemengd mesofytisch droogland- en zwampbos en moerassige kleisavanne van het Wanekreek- of Welgelegen-type.

## De kreek
Rond 1916 vormde de Wanekreek een bevaarbare verbinding tussen de Coermotibo en de Marowijne. Tussen de Wanekreek en de Coermotibo lag een uitgestrekt moeras waarin in 1747 Louis Nepveu -de broer van Jan Nepveu- een bevaarbare geul ontdekt had die eertijds de Levaartenvaart genoemd werd. De Wanekreek gaf daardoor verbinding over water met de Cottica zodat de hoofdstad bereikt kon worden zonder de oceaan op te gaan.

## Geschil
Wanekreek is in 1986 gesticht in een gebied dat voordien een concessie van Suralco geweest was. Het was ook een gebied waar de inheemse bewoners van Marijkedorp en Alfonsdorp gingen jagen en vissen. De mijnbouw heeft delen van het gebied aan ontbossing blootgesteld en er zijn meldingen dat zelfs na de instelling van het natuurreservaat kaolien in het gebied gedolven wordt. De inheemse bevolking betwist de rechtmatigheid van hun uitsluiting van wat zij hun rechtmatige jachtgronden achten door de stichting van het natuurreservaat. Het gebied is sinds de jaren 1950 niet meer bewoond geweest.
Op 3 oktober 2014 verklaarde de president van Suriname echter tegenover het Inter-Amerikaans Hof voor de Rechten van de Mens, waarop de inheemsen een beroep hadden gedaan, dat de concessie op bauxiet te delven in het gebied in 1958 legitiem als deel van de Brokopondo-overeenkomst was verleend. De activiteiten begonnen in 1997 en zouden in 2008 volgens plan voltooid zijn en betroffen slechts twee heuvels met een oppervlakte van 1 km2. Er woonden geen inheemse bevolking dichterbij dan Alfonsdorp 10 km verderop. De activiteiten hebben een verwaarloosbaar effect gehad op het leven van de Kaliña en Lokono en zij hadden er al compensatie voor ontvangen.

## Natuur
Het gebied behoort tot de ecoregio NT0149, maar ligt op de overgang van de Oude Kustvlakte en de Savannegordel en er zijn een twintigtal ecosystemen geïdentificeerd. Hoewel het gebied te lijden heeft gehad van de mijnbouwactiviteiten is er een grote variëteit in begroeiing.

### Flora
Onder de planten die hier groeien behoren onder andere:
1. Clusia panapanari, Scleria martii en Mauritia flexuosa op de drassige zandsavanne van het Watamaleo-type,
2. Parinari campestris op de Oude Kustvlakte
3. Crudia glaberrima en Macrolobium acaciifolium in xerofitisch zwampbos.
4. Hirtella racemosa en Chrysobalanus icaco op de bruine zandsavannes van het Cusewijne-type.

### Fauna
Er broeden duizenden Amazona amazonica-parkieten in het reservaat en het gebied is van belang voor trekkende watervogels. Het totale aantal vogelsoorten is niet bekend. Er zijn meer dan 16 zoogdiersoorten, waaronder reuzenotters en jaguars, beide bedreigde soorten. Er zijn 28 vissoorten bekend en 12 soorten anfibieën, 13 hagedissen, 14 slangen, 2 schildpadden en 2 kaaimannen.

## Beeldgalerij

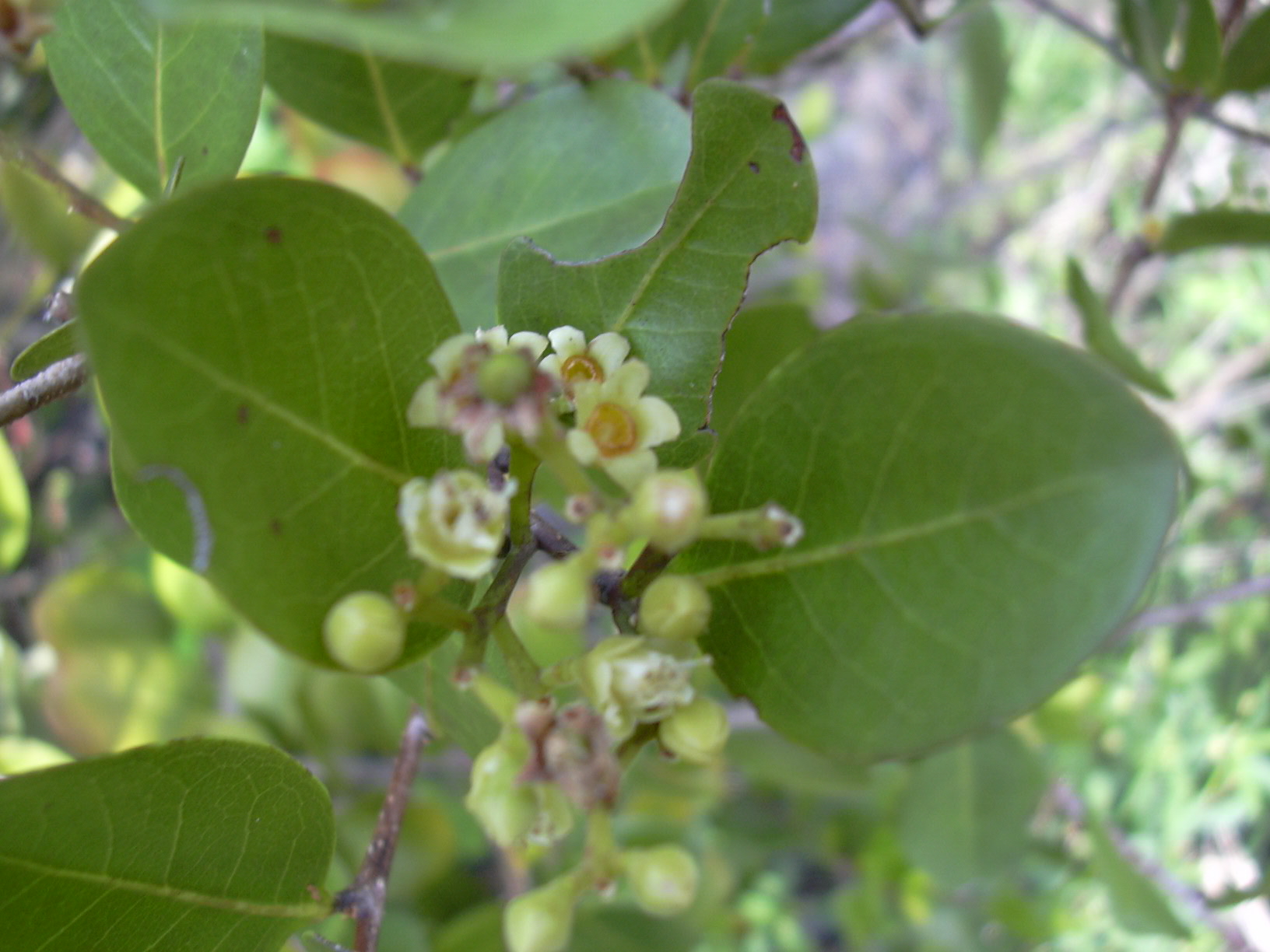
C. iacaco de zwamppruim
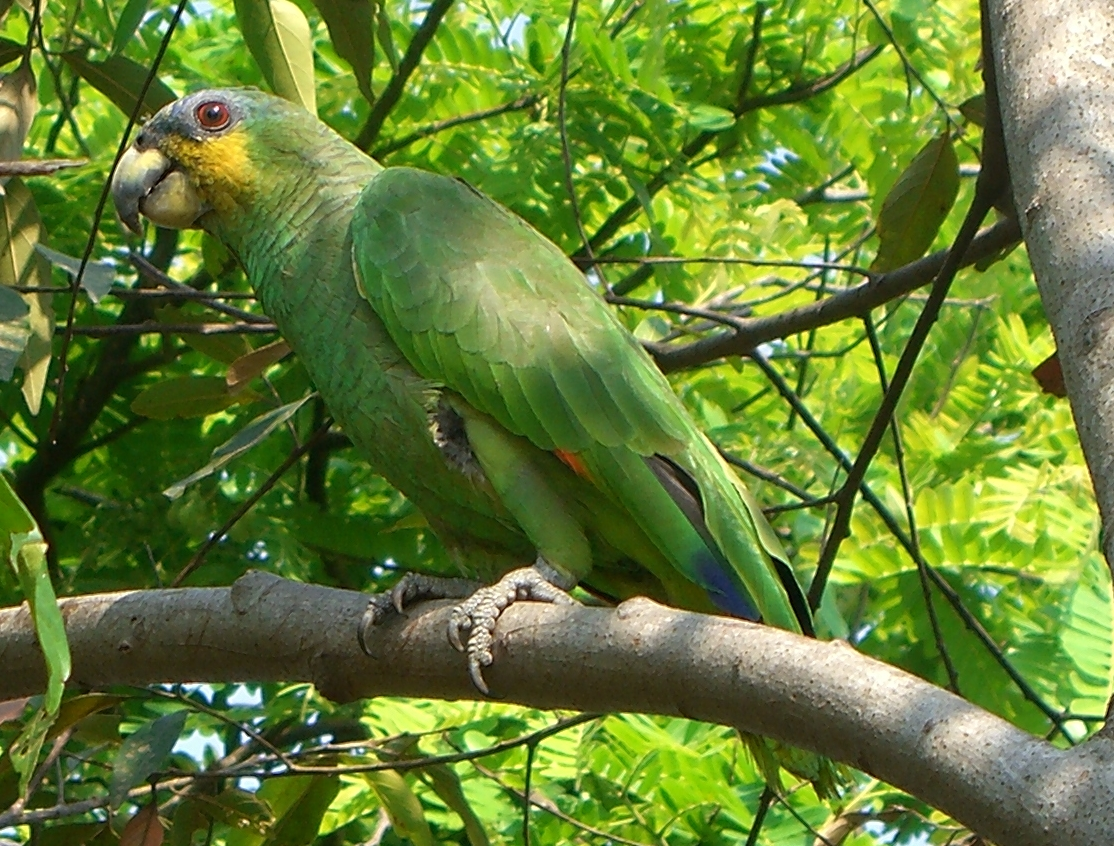
A. amazonica de oranjevleugelamazone
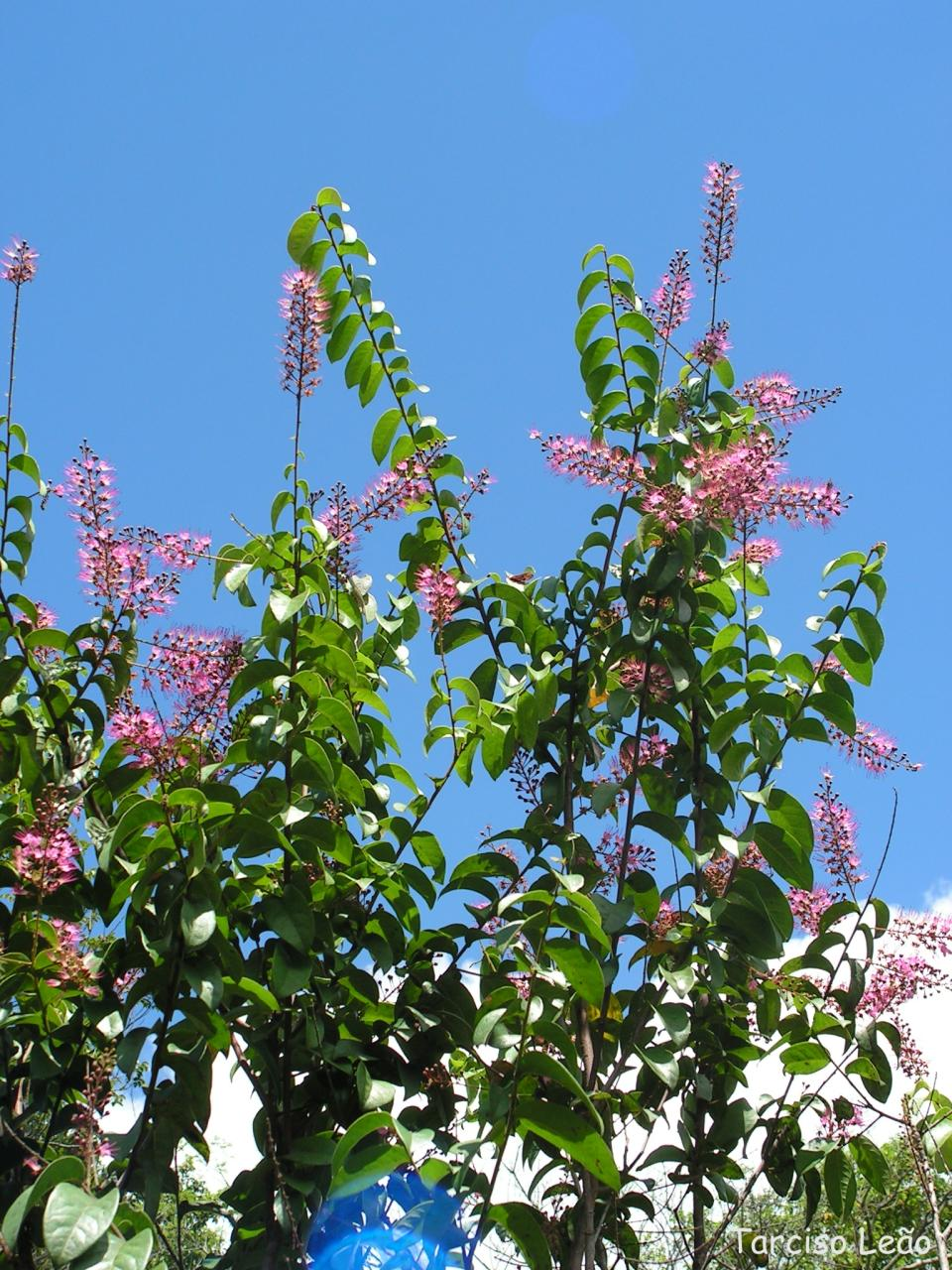
Hirtella racemosa de behaarde kwepi
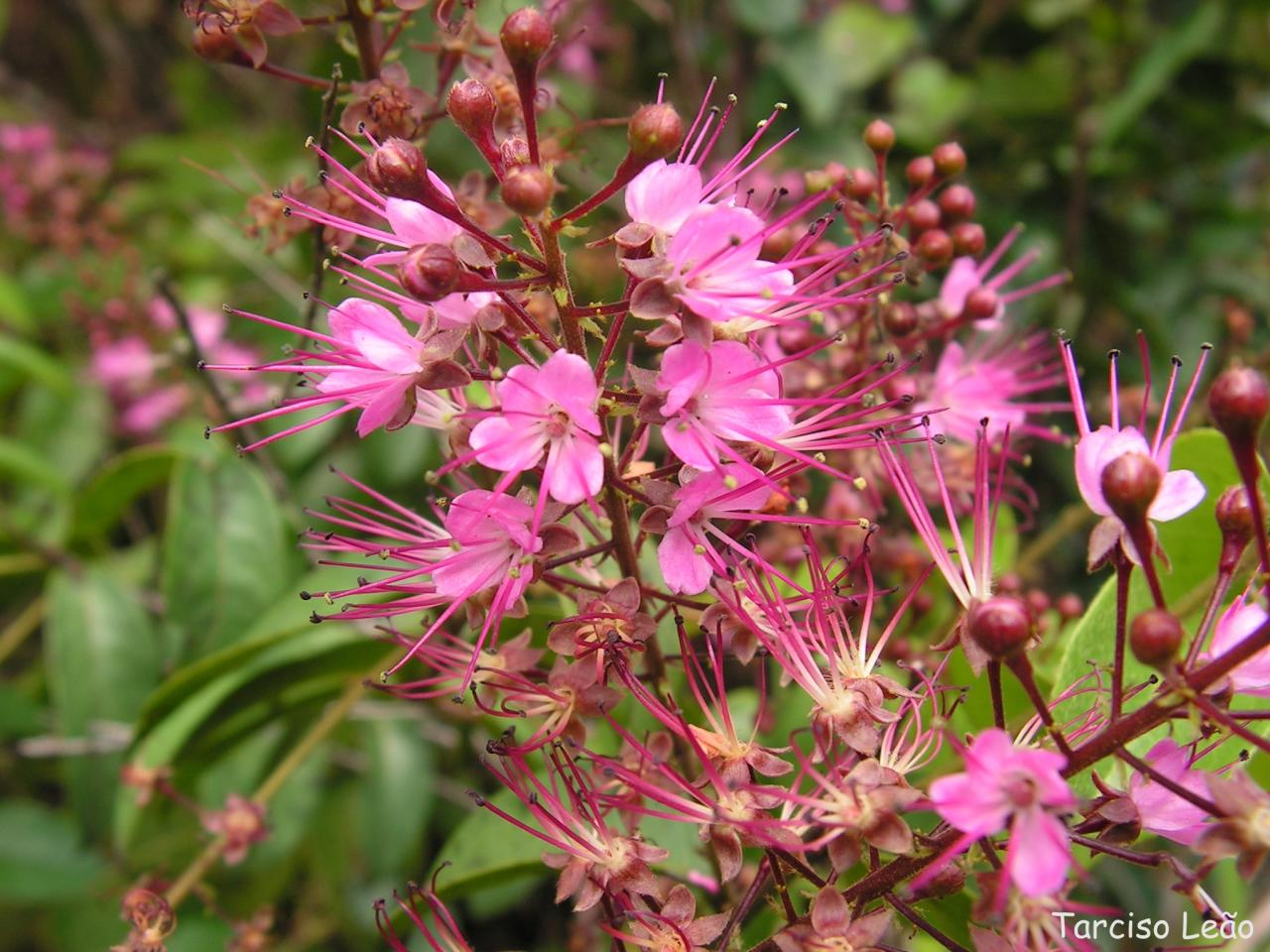
Hirtella racemosa de behaarde kwepi